# Тьемпо, Сесар

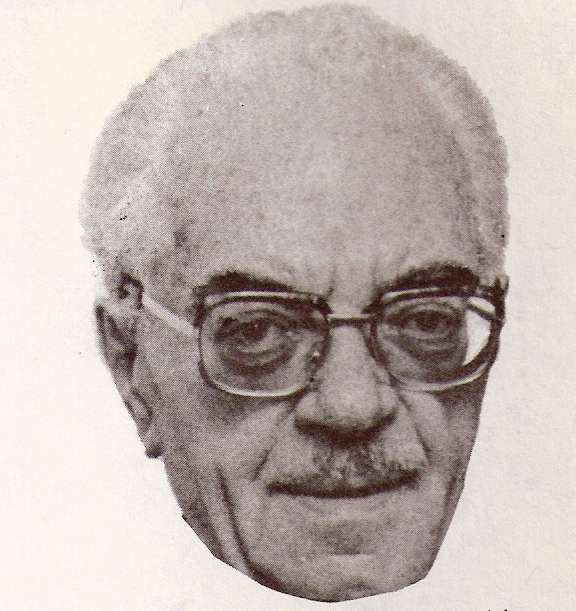
Сесар Тьемпо, 1980

Се́сар Тье́мпо (собственно — Израиль Цейтлин, исп. César Tiempo,  Israel Zeitlin, 3 марта 1906, Екатеринослав, Российская империя — 24 октября 1980, Буэнос-Айрес, Аргентина) — аргентинский писатель и журналист.

## Биография
Родился в еврейской семье, бежавшей от погромов в США, но из-за недостачи нужных документов вынужденной обосноваться в Аргентине. В 1924 году получил аргентинское гражданство, в 1926 взял литературный псевдоним, испанизировав свою настоящую фамилию (нем. Zeit= исп. tiempo=рус. время). В 1927 году опубликовал (в соавторстве) представительную антологию современной аргентинской поэзии, где среди других авторов был напечатан Борхес (Борхес, в свою очередь, включил стихи Тьемпо в Аргентинскую поэтическую антологию, которую составил в 1941 году вместе с Сильвиной Окампо и Адольфо Бьоем Касаресом). Сесар Тьемпо входил в «левую», социально-ориентированную литературную группу Боэдо (Элиас Кастельнуово, Рауль Гонсалес Туньон и др., к ней был близок Роберто Арльт), в определённой мере противостоявшую группе Флорида, или Мартин Фьерро (Хорхе Луис и Нора Борхес, Оливерио Хирондо, Рикардо Молинари, Леопольдо Маречаль и др.), впрочем, Борхес не раз называл это противостояние мнимым.
Выступал против антисемитизма, нараставшего в стране в 1930—1940-е годы. Один из основателей аргентинско-уругвайского издательства Общество друзей книги, основатель и главный редактор журнала Колонна (1937—1942). В 1952—1955 годах — главный редактор литературного приложения к популярной столичной газете La Prensa, в 1973—1975 годах — директор Национального театра Сервантес. С начала 1940-х годов активно работал как сценарист, написал свыше 20 сценариев, значительную часть их поставил Карлос Уго Кристенсен.

## Произведения

### Стихи
- Versos de una… (1926, под женской литературной маской Клара Бетер)
- Libro para la pausa del sábado (1930)
- Sabatión argentino (1933)
- Sábadomingo (1938)
- Sábado pleno (1955)
- El becerro de oro (1973)

## Проза
- Así quería Gardel (1955, биографический роман о короле танго Карлосе Гарделе)

## Драмы
- El teatro soy yo (1933)
- Alfarda (1935)
- Pan criollo (1937)
- Quiero vivir (1941)
- Zazá porteña (1945)
- La dama de las comedias (1951)
- El lustrador de manzanas (1957)
- Irigoyen (1973)

## Сводные издания
- Poesías completas (1979)
- Buenos Aires, esquina Sábado (1997)

## Признание
Лауреат многочисленных национальных литературных премий по литературе и кино. О писателе снят документальный фильм El pianito de escribir, una vida de César Tiempo (1995).